# Lineodes
Lineodes és un gènere d'arnes de la família Crambidae.

## Taxonomia
- Lineodes albicincta E. Hering, 1906
- Lineodes aztecalis Hampson, 1913
- Lineodes caracasia Amsel, 1956
- Lineodes contortalis Guenée, 1854
- Lineodes convolutalis Hampson, 1913
- Lineodes craspediodonta Dyar, 1913
- Lineodes dianalis Hampson, 1913
- Lineodes elcodes (Dyar, 1910)
- Lineodes encystalis Hampson, 1913
- Lineodes fontella Walsingham in Hampson, 1913
- Lineodes formosalis Amsel, 1956
- Lineodes furcillata E. Hering, 1906
- Lineodes gracilalis (Herrich-Schäffer, 1871)
- Lineodes hamulalis Hampson, 1913
- Lineodes hieroglyphalis Guenée, 1854
- Lineodes integra (Zeller, 1873)
- Lineodes interrupta (Zeller, 1873)
- Lineodes latipennis Walsingham in Hampson, 1913
- Lineodes leucostrigalis Hampson, 1913
- Lineodes longipes (Sepp, 1852)
- Lineodes mesodonta Hampson, 1913
- Lineodes metagrammalis Möschler, 1890
- Lineodes monetalis Dyar, 1913
- Lineodes multisignalis Herrich-Schäffer, 1868
- Lineodes ochrea Walsingham, 1907
- Lineodes peterseni Walsingham in Hampson, 1913
- Lineodes polychroalis Hampson, 1913
- Lineodes pulcherrima E. Hering, 1906
- Lineodes pulchralis Guenée, 1854
- Lineodes serpulalis Lederer, 1863
- Lineodes tipuloides Walsingham, 1891
- Lineodes triangulalis Möschler, 1890
- Lineodes tridentalis Hampson, 1913
- Lineodes undulata Walsingham in Hampson, 1913
- Lineodes venezuelensis Amsel, 1956
- Lineodes vulnifica Dyar, 1913